# Virslīga 2022
La Virslīga 2022, conosciuta anche come Optibet Virslīga per questioni di sponsorizzazione, è stata la 31ª edizione della massima divisione del campionato lettone di calcio dall'indipendenza e la 48ª con questa denominazione, iniziata l'11 marzo 2022, terminata il 13 novembre 2022. L'RFS Riga è la squadra campione in carica. Il Valmiera si è laureata campione per la prima volta nella sua storia.

## Stagione

### Novità
Nella stagione precedente non è stata retrocessa alcuna squadra dopo i ritiri di Noah Jūrmala e Ventspils. Alle sette squadre dell'edizione precedente si aggiungono Auda Ķekava, campione in 1. Līga, Tukums 2000 e Super Nova, rispettivamente seconda e terza classificate nella seconda serie.

### Formula
Le 10 squadre partecipanti si affrontano in un doppio girone all'italiana, per un totale di 36 giornate. La squadra campione di Lettonia è ammessa al primo turno di qualificazione della UEFA Champions League 2023-2024. Le squadre classificate al secondo e terzo posto sono ammesse al primo turno di qualificazione della UEFA Europa Conference League 2023-2024, assieme alla vincitrice della coppa nazionale. La penultima classificata in Virslīga affronta la seconda classificata in 1. Līga in uno spareggio promozione-retrocessione. L'ultima squadra classificata retrocede direttamente nella seconda serie.

## Squadre partecipanti
| Club             | Città      | Stadio                   | Stagione precedente  |
| ---------------- | ---------- | ------------------------ | -------------------- |
| Auda Ķekava      | Ķekava     | Audas stadions           | 1º posto in 1. Līga  |
| BFC Daugavpils   | Daugavpils | Celtnieks Stadions       | 6º posto in Virslīga |
| Liepāja          | Liepāja    | Daugavas Stadions        | 3º posto in Virslīga |
| Metta            | Riga       | Daugavas Stadions        | 7º posto in Virslīga |
| RFS Riga         | Riga       | Stadions Arkādija        | Campione di Lettonia |
| Riga FC          | Riga       | Stadio Skonto            | 4º posto in Virslīga |
| Spartaks Jūrmala | Jūrmala    | Stadio Slokas            | 5º posto in Virslīga |
| Super Nova       | Olaine     | Olaine stadion           | 3º posto in 1. Līga  |
| Tukums 2000      | Tukums     | Tukuma pilsētas stadions | 2º posto in 1. Līga  |
| Valmiera         | Valmiera   | Jānis-Daliņš-Stadion     | 2º posto in Virslīga |

## Classifica finale
|  | Pos. | Squadra          | Pt | G  | V  | N  | P  | GF  | GS | DR  |
|  | ---- | ---------------- | -- | -- | -- | -- | -- | --- | -- | --- |
|  | 1.   | Valmiera         | 85 | 36 | 26 | 7  | 3  | 101 | 25 | +76 |
|  | 2.   | Riga FC          | 81 | 36 | 26 | 3  | 7  | 68  | 23 | +45 |
|  | 3.   | RFS Riga         | 76 | 36 | 22 | 10 | 4  | 83  | 32 | +51 |
|  | 4.   | Liepāja          | 70 | 36 | 21 | 7  | 8  | 72  | 42 | +30 |
|  | 5.   | Auda Ķekava      | 51 | 36 | 15 | 6  | 15 | 42  | 36 | +6  |
|  | 6.   | Tukums 2000      | 38 | 36 | 11 | 5  | 20 | 38  | 69 | -31 |
|  | 7.   | BFC Daugavpils   | 34 | 36 | 9  | 7  | 20 | 30  | 67 | -37 |
|  | 8.   | Spartaks Jūrmala | 31 | 36 | 9  | 4  | 23 | 37  | 75 | -38 |
|  | 9.   | Metta            | 22 | 36 | 5  | 7  | 24 | 41  | 86 | -45 |
|  | 10.  | Super Nova       | 20 | 36 | 4  | 8  | 24 | 24  | 81 | -57 |

Legenda:
      Campione di Lettonia e ammessa alla UEFA Champions League 2023-2024
      Ammesse alla UEFA Europa Conference League 2023-2024
 Ammessa allo spareggio promozione-retrocessione
      Retrocessa in 1. Līga 2023
Note:
Tre punti a vittoria, uno a pareggio, zero a sconfitta.
La classifica viene stilata secondo i seguenti criteri:
- Punti conquistati
- Punti conquistati negli scontri diretti
- Differenza reti negli scontri diretti
- Partite vinte
- Differenza reti generale
- Reti totali realizzate
- Miglior rapporto goal (goal fatti/goal subiti)
- Fair-play ranking
- Spareggio

## Risultati
Aggiornati al 24 luglio 2022

### Partite (1-18)
|                  | Aud  | BFC  | Lie  | Met  | RFS  | Rig  | Spa  | SuN  | Tuk  | Val  |
| ---------------- | ---- | ---- | ---- | ---- | ---- | ---- | ---- | ---- | ---- | ---- |
| Auda             | –––– | 2-0  | 1-2  | 3-2  | 0-1  | 0-1  | 5-0  | 4-1  | 1-0  | 1-3  |
| BFC Daugavpils   | 1-2  | –––– | 0-4  | 2-0  | 1-4  | 0-0  | 2-0  | 1-0  | 2-1  | 0-0  |
| Liepāja          | 1-1  | 5-1  | –––– | 1-0  | 2-3  | 1-0  | 0-0  | 3-1  | 1-2  | 1-3  |
| Metta            | 0-1  | 2-3  | 1-5  | –––– | 1-1  | 1-4  | 2-0  | 1-1  | 3-2  | 0-3  |
| RFS Riga         | 0-0  | 4-0  | 2-2  | 3-1  | –––– | 2-1  | 2-0  | 2-0  | 3-0  | 1-3  |
| Riga FC          | 1-0  | 2-0  | 0-1  | 4-0  | 2-0  | –––– | 3-0  | 2-0  | 1-0  | 2-1  |
| Spartaks Jūrmala | 1-2  | 2-0  | 0-2  | 4-2  | 2-3  | 0-4  | –––– | 0-0  | 1-3  | 0-2  |
| Super Nova       | 0-0  | 0-0  | 1-3  | 0-1  | 0-3  | 1-4  | 0-3  | –––– | 0-1  | 1-5  |
| Tukums           | 2-1  | 0-1  | 1-4  | 2-2  | 0-10 | 0-1  | 3-0  | 1-1  | –––– | 0-3  |
| Valmiera         | 2-0  | 1-0  | 3-0  | 1-1  | 4-0  | 3-0  | 4-1  | 1-0  | 3-0  | –––– |

### Partite (19-36)
|                  | Aud  | BFC  | Lie  | Met  | RFS  | Rig  | Spa  | SuN  | Tuk  | Val  |
| ---------------- | ---- | ---- | ---- | ---- | ---- | ---- | ---- | ---- | ---- | ---- |
| Auda             | –––– | -    | -    | -    | -    | -    | -    | -    | 3-0  | -    |
| BFC Daugavpils   | -    | –––– | -    | -    | -    | -    | -    | -    | -    | -    |
| Liepāja          | -    | -    | –––– | -    | -    | 0-0  | -    | 2-0  | -    | -    |
| Metta            | 0-2  | -    | -    | –––– | 1-3  | -    | -    | -    | -    | -    |
| RFS Riga         | 0-0  | 4-0  | -    | -    | –––– | -    | -    | -    | -    | -    |
| Riga FC          | -    | -    | -    | -    | -    | –––– | 2-1  | 1-0  | -    | 0-2  |
| Spartaks Jūrmala | -    | -    | -    | -    | 0-2  | -    | –––– | -    | -    | -    |
| Super Nova       | 1-2  | -    | -    | -    | -    | -    | -    | –––– | 2-1  | -    |
| Tukums           | -    | 0-1  | -    | 2-0  | -    | -    | -    | -    | –––– | -    |
| Valmiera         | -    | 5-1  | -    | 6-1  | -    | -    | 1-2  | -    | -    | –––– |

## Spareggio promozione/retrocessione
Allo spareggio partecipano il Metta, nono classificato in Virslīga, e il Grobiņa, terzo classificato (secondo escluse le squadre riserve) della 1. Līga.
|         | Risultati |         | Luogo e data              |
| ------- | --------- | ------- | ------------------------- |
| Metta   | 2 - 0     | Grobiņa | Riga, 24 novembre 2022    |
| Grobiņa | 1 - 3     | Metta   | Grobina, 27 novembre 2022 |
|         |           |         |                           |

## Statistiche

### Capoliste solitarie
|    | —— | ——      | ——      | ——      | ——      | ——      | —— | —— | ——  | ——  | ——  | ——  | ——  | ——  | ——       | ——       | ——       | ——       | ——       | ——       | ——       | ——       | ——       | ——       | ——       | ——       | ——       | ——       | ——       | ——       | ——       | ——       | ——       | ——       | ——       | —— |  |
|    |    | Liepāja | Liepāja | Liepāja | Liepāja | Liepāja |    |    |     |     |     |     |     |     | Valmiera | Valmiera | Valmiera | Valmiera | Valmiera | Valmiera | Valmiera | Valmiera | Valmiera | Valmiera | Valmiera | Valmiera | Valmiera | Valmiera | Valmiera | Valmiera | Valmiera | Valmiera | Valmiera | Valmiera | Valmiera |    |  |
|    |    |         |         |         |         |         |    |    |     |     |     |     |     |     |          |          |          |          |          |          |          |          |          |          |          |          |          |          |          |          |          |          |          |          |          |    |  |
|    |    |         |         |         |         |         |    |    |     |     |     |     |     |     |          |          |          |          |          |          |          |          |          |          |          |          |          |          |          |          |          |          |          |          |          |    |  |
| 1ª | 2ª | 3ª      | 4ª      | 5ª      | 6ª      | 7ª      | 8ª | 9ª | 10ª | 11ª | 12ª | 13ª | 14ª | 15ª | 16ª      | 17ª      | 18ª      | 19ª      | 20ª      | 21ª      | 22ª      | 23ª      | 24ª      | 25ª      | 26ª      | 27ª      | 28ª      | 29ª      | 30ª      | 31ª      | 32ª      | 33ª      | 34ª      | 35ª      | 36ª      |    |  |

### Classifica marcatori
| Gol |  |  | Giocatore           | Squadra        |
| --- |  |  | ------------------- | -------------- |
| 25  |  |  | Raimonds Krollis    | Valmiera       |
| 16  |  |  | Andrej Ilić         | RFS Riga       |
| 14  |  |  | Camilo Mena         | Valmiera       |
| 13  |  |  | Dodô                | Liepāja        |
| 12  |  |  | Djibril Gueye       | Valmiera       |
| 11  |  |  | Emerson Deocleciano | RFS Riga       |
| 11  |  |  | Marcelo Torres      | Riga FC        |
| 10  |  |  | Gabriel Ramos       | Riga FC        |
| 10  |  |  | Bruno Melnis        | Metta          |
| 10  |  |  | Valerijs Lizunovs   | BFC Daugavpils |
| 10  |  |  | Deniss Rakels       | RFS Riga       |